# اندری کویاتکوفسکی

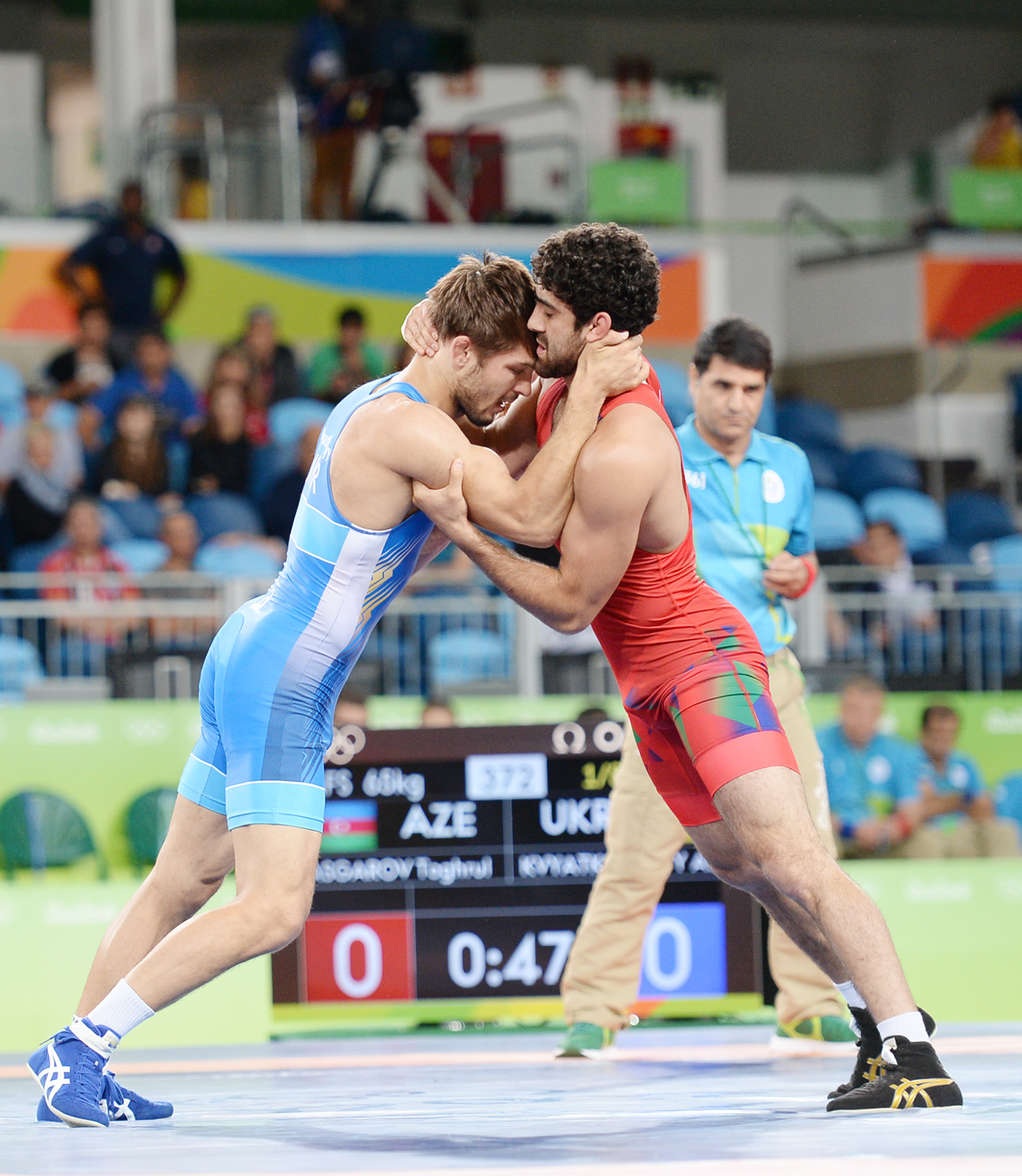
اندری کویاتکوفسکی (چپ با دوبنده آبی) - ۲۰۱۶

اندری کویاتکوفسکی (به انگلیسی: Andriy Kvyatkovskyy) زاده ۲ فوریه ۱۹۹۰ در کالوش، اوکراین است. او کشتی گیر کشور اوکراین است. او در بازی‌های المپیک تابستانی ۲۰۱۲ در وزن ۶۶ کیلوگرم به رقابت پرداخته است.